# Joseph Kyselak

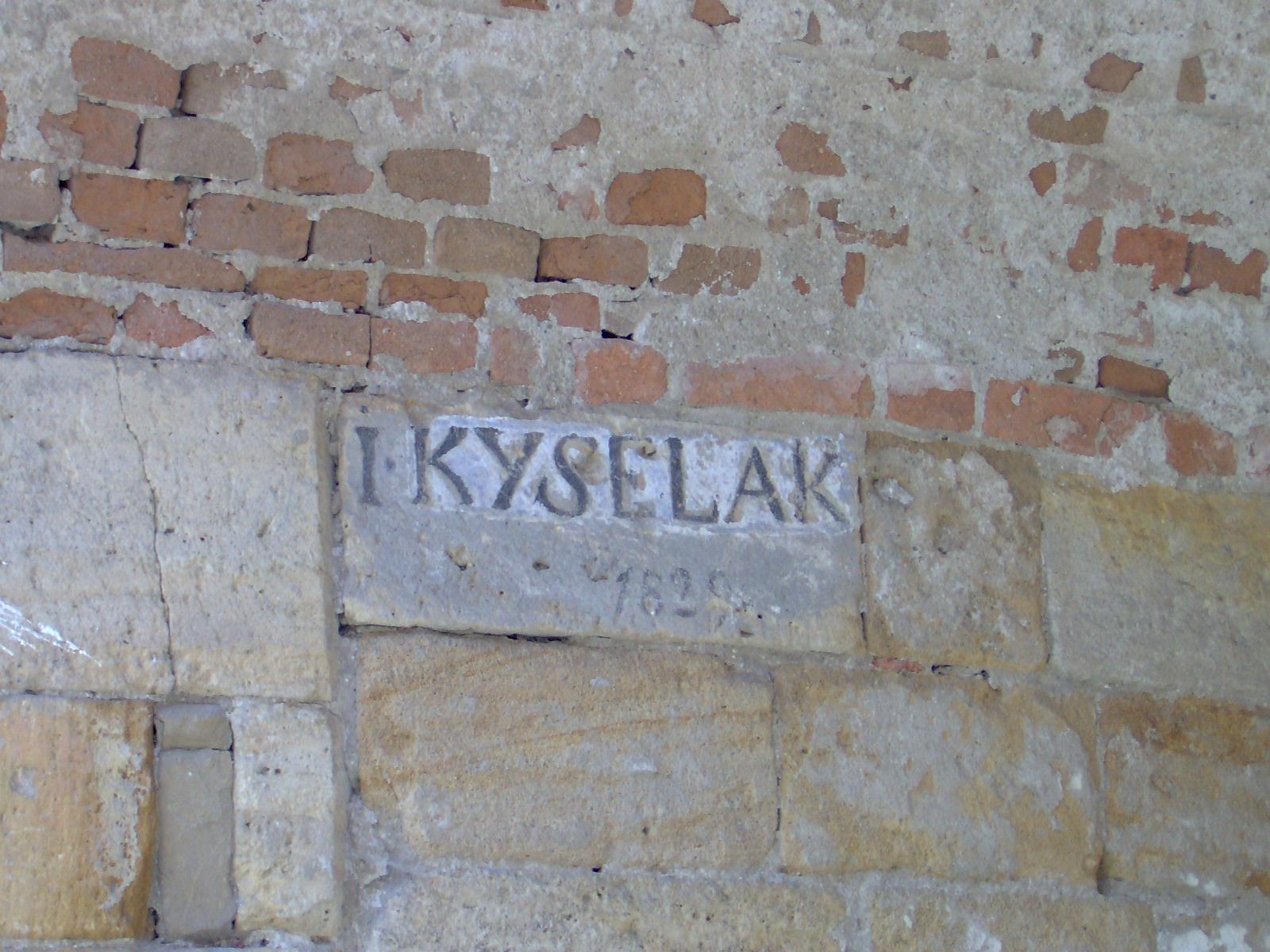
Podpis Josepha Kyselaka na hradě Veveří

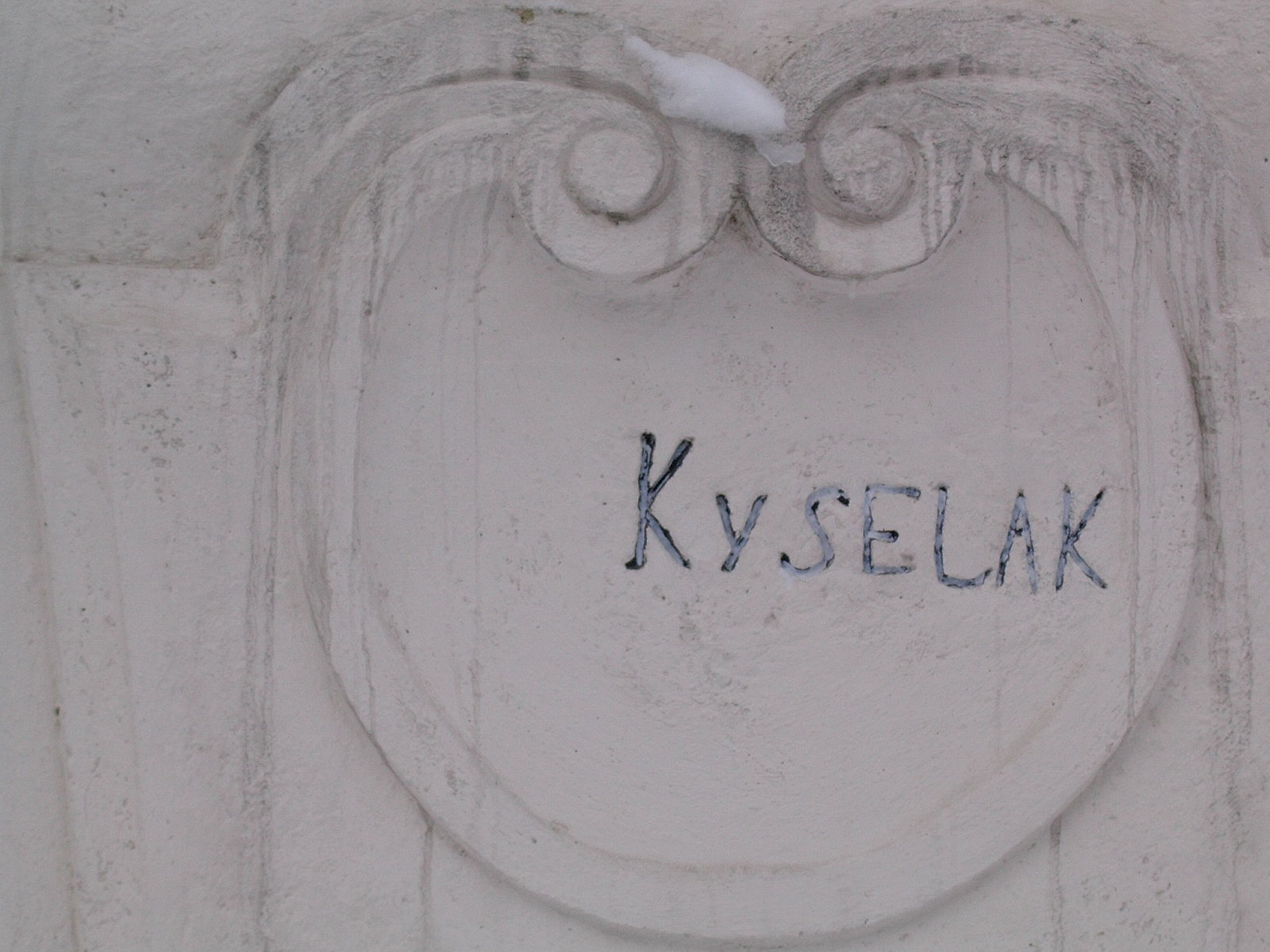
Kyselakův podpis na sloupu ve vídeňském Schwarzenbergparku

Joseph Kyselak, též Josef Kyselak, (9. března 1798 Vídeň – 17. září 1831 Vídeň) byl rakouský alpinista a úředník dvorské komory ve Vídni. Známým se stal spíše než pro svoje cestopisy díky svému výstřednímu zvyku psát svoje jméno velkými písmeny na místech, která navštívil. To mu přineslo slávu i zmínku ve Wurzbachově Biografickém lexikonu Rakouského císařství. Díky zanechávání značek na veřejném prostranství je v současnosti často označován za předchůdce tagování, resp. graffiti. Na Moravě je dochován jeho podpis na zdi hradu Veveří, do roku 1944 byl i na stěně jeskyně Býčí skála v Moravském krasu (zničen při výstavbě podzemní válečné továrny).
Narodil se 9. března 1798 do rodiny Josepha Kyselacka a jeho manželky Josephy, rozené Seiffertové (původem z Brna). Pokřtěn byl jmény Joseph Michael. Měl mladšího bratra Wilhelma Karla Kyselaka (* 1799). Zemřel při cholerové epidemii roku 1831.